# Звёздная раскраска

Звёздное хроматическое число графа Дика равно 4, в то время как его хроматическое число равно 2.

Звёздная раскраска в теории графов — (правильная) раскраска вершин, в которой любой путь из четырёх вершин использует как минимум три различных цвета. Эквивалентное определение — это такая раскраска, при которой любые компоненты связности порождённых подграфов, образованных вершинами любых двух цветов, являются звёздами. Звёздная раскраска была предложена Грюнбаумом.
Звёздное хроматическое число {\displaystyle \chi _{s}(G)} графа {\displaystyle G} — это минимальное число цветов, необходимых для получения звёздной раскраски {\displaystyle G}.
Одно из обобщений звёздной раскраски тесно связано с концепцией ациклической раскраски графа, в которой требуется, чтобы любой цикл использовал по меньшей мере три цвета, так что порождённые парой цветов подграфы образуют леса. Хроматическое число графа {\displaystyle \chi _{a}(G)} не превосходит звёздное хроматическое число {\displaystyle \chi _{s}(G)}, что фактически означает, что любая звёздная раскраска графа {\displaystyle G} является ациклической раскраской.
Доказано, что звёздное хроматическое число ограничено для любого минорно замкнутого класса. Этот результат позднее был обобщён  для всех раскрасок с малой глубиной деревьев (обычная раскраска и звёздная раскраска являются раскрасками с малой глубиной деревьев с параметрами 1 и 2 соответственно).
Было показано, что проверка выполнения неравенства {\displaystyle \chi _{s}(G)\leqslant 3}, является NP-полной задачей, даже если граф {\displaystyle G} одновременно и планарен, и двудолен.
Коулмэн и Морэ показали, что поиск оптимальной звёздной раскраски является NP-трудной задачей, даже если {\displaystyle G} является двудольным графом.